# Thomas Carr (Musikverleger)
Thomas Carr (* 8. März 1780 in London; † 15. April 1849 in Philadelphia) war ein US-amerikanischer Musikverleger, Komponist und Organist.
Carr wurde von seinem Vater, dem Musikverleger Joseph Carr, in das Musikverlagswesen eingeführt. 1794 folgte er mit seinem Vater seinem älteren Bruder Benjamin in die USA nach. Dort eröffneten sein Vater und er in Baltimore einen Musikverlag. 1806 heiratete er Milcah Bell Merryman, mit der er acht Kinder bekam.
1814 arrangierte Carr den Text von The Star-Spangled Banner zu der Melodie des englischen Trinkliedes To Anacreon in Heaven. Die Erstauflage erschien im gleichen Jahr in dem von ihm und seinem Vater betriebenen Verlag. Für den Präsidentschaftswahlkampf von William Henry Harrison komponierte er 1840 die Songs Old Tippecanoe’s raisin’ und Turn out! To the rescue!. Weiterhin komponierte er einige Instrumentalwerke, darunter einen Old Russian March für Klavier.